# Cyril
Cyril är en ort i Caddo County, Oklahoma, USA.